# Kerékpározás az 1924. évi nyári olimpiai játékokon
Az 1924. évi nyári olimpiai játékokon a kerékpározás versenyek hat számból álltak.

## Éremtáblázat
A rendező ország csapata eltérő háttérszínnel, az egyes számoszlopok legmagasabb értéke, vagy értékei vastagítással kiemelve.
| Az 1924. évi nyári olimpiai játékok éremtáblázata kerékpározásban | Az 1924. évi nyári olimpiai játékok éremtáblázata kerékpározásban | Az 1924. évi nyári olimpiai játékok éremtáblázata kerékpározásban | Az 1924. évi nyári olimpiai játékok éremtáblázata kerékpározásban | Az 1924. évi nyári olimpiai játékok éremtáblázata kerékpározásban | Olimpia  |
| ----------------------------------------------------------------- | ----------------------------------------------------------------- | ----------------------------------------------------------------- | ----------------------------------------------------------------- | ----------------------------------------------------------------- | -------- |
|                                                                   | Ország                                                            | Arany                                                             | Ezüst                                                             | Bronz                                                             | Összesen |
| 1.                                                                | Franciaország (FRA)                                               | 4                                                                 | 0                                                                 | 2                                                                 | 6        |
| 2.                                                                | Hollandia (NED)                                                   | 1                                                                 | 1                                                                 | 1                                                                 | 3        |
| 3.                                                                | Olaszország (ITA)                                                 | 1                                                                 | 0                                                                 | 0                                                                 | 1        |
|                                                                   |                                                                   |                                                                   |                                                                   |                                                                   |          |
| 4.                                                                | Belgium (BEL)                                                     | 0                                                                 | 2                                                                 | 1                                                                 | 3        |
| 5.                                                                | Nagy-Britannia (GBR)                                              | 0                                                                 | 1                                                                 | 1                                                                 | 2        |
| 6.                                                                | Dánia (DEN)                                                       | 0                                                                 | 1                                                                 | 0                                                                 | 1        |
| 6.                                                                | Lengyelország (POL)                                               | 0                                                                 | 1                                                                 | 0                                                                 | 1        |
|                                                                   |                                                                   |                                                                   |                                                                   |                                                                   |          |
| 8.                                                                | Svédország (SWE)                                                  | 0                                                                 | 0                                                                 | 1                                                                 | 1        |
|                                                                   |                                                                   |                                                                   |                                                                   |                                                                   |          |
| Összesen                                                          | Összesen                                                          | 6                                                                 | 6                                                                 | 6                                                                 | 18       |

## Érmesek

### Országúti számok
| Az 1924. évi nyári olimpiai játékok érmesei országúti kerékpározásban |                                                                        |                                                                            |                                                             |
| Versenyszám                                                           | Arany                                                                  | Ezüst                                                                      | Bronz                                                       |
| Férfi országúti mezőnyverseny (188 km)                                | Armand Blanchonnet · Franciaország (FRA) · 6:20:48.0                   | Henri Hoevenaers · Belgium (BEL) · 6:30:27.0                               | René Hamel · Franciaország (FRA) · 6:40:51.6                |
| Férfi országúti csapatverseny                                         | Franciaország (FRA) · Armand Blanchonnet · René Hamel · Georges Wambst | Belgium (BEL) · Henri Hoevenaers · Alphonse Parfondry · Jean van den Bosch | Svédország (SWE) · Gunnar Sköld · Erik Bohlin · Ragnar Malm |

### Pályakerékpár
| Az 1924. évi nyári olimpiai játékok érmesei pálya-kerékpározásban | |                                                                                             |                                                                                             |
| Versenyszám                                                       | Arany | Ezüst                                                                                       | Bronz                                                                                       |
| Férfi sprint egyéniverseny                                        | Lucien Michard · Franciaország (FRA) · 12.8                                                               | Jacob Meijer · Hollandia (NED)                                                              | Jean Cugnot · Franciaország (FRA)                                                           |
| Pályaverseny (50 km)                                              | Ko Willems · Hollandia (NED)                                                                              | Cyril Alden · Nagy-Britannia (GBR)                                                          | Hary Wyld · Nagy-Britannia (GBR)                                                            |
| Kétüléses (tandem) 2000 m                                         | Franciaország (FRA) · Lucien Choury · Jean Cugnot                                                         | Dánia (DEN) · Edmund Hansen · Willy Hansen                                                  | Hollandia (NED) · Gerard Bosch van Drakestein · Maurice Peeters                             |
| Férfi 4000 méter csapat üldözőverseny                             | Olaszország (ITA) · Francesco Zucchetti · Angelo de Martini · Alfredo Dinale · Aleardo Menegazzi · 5:15.0 | Lengyelország (POL) · Tomasz Stankiewicz · Franciszek Szymczyk · Józef Lange · Jan Lazarski | Belgium (BEL) · Jean van den Bosch · Léonard Daghelinckx · Henri Hoevenaers · Fernand Saive |